# Dušan Lajović
Dušan Lajović (serbisch-kyrillisch Душан Лајовић; * 30. Juni 1990 in Belgrad, SR Serbien) ist ein serbischer Tennisspieler.

## Karriere

### Davis Cup Teilnahme
Zum Anfang seiner Karriere gewann Lajović zwischen 2009 und 2011 im Einzel sechs von neun Future-Turnieren, bei denen er im Finale stand. Das brachte ihn in der Weltrangliste bis in die Top 200 nach vorne. Außerdem gewann er vier Doppeltitel auf der Future Tour. Auf der Challenger Tour gewann er im August 2012 seinen ersten Titel im Einzel beim Turnier von Samarqand, worauf er in der Weltrangliste nochmals Plätze gutmachen konnte und bis auf Position 137 vorstieß. Auf der ATP Tour konnte er sich 2011 für die Hauptfelder in Zagreb, Moskau und Umag qualifizieren, in Belgrad erhielt er zudem eine Wildcard. Er konnte jedoch zu diesem Zeitpunkt noch keine Partie dort gewinnen und schied stets in der ersten Runde aus. In St. Petersburg qualifizierte er sich ebenfalls und konnte sich dieses Mal auch glatt in zwei Sätzen gegen Jérémy Chardy durchsetzen. Es folgte ein hart erkämpfter Dreisatzsieg gegen Dudi Sela im Achtelfinale. Im Viertelfinale blieb er gegen Alex Bogomolow chancenlos und verlor klar in zwei Sätzen. 2012 nahm Lajović bei den Australian Open erstmals an der Qualifikation für ein Grand-Slam-Turnier teil. Im dritten Satz der Erstrundenpartie gegen Matteo Viola führte er bereits mit 5:0, 40:0, konnte jedoch insgesamt neun Matchbälle nicht verwerten und verlor den Satz und damit auch das Match noch mit 6:8 gegen den späteren Qualifikanten. Im Jahr 2012 wurde Lajović erstmals für die serbische Davis-Cup-Mannschaft nominiert und gab im Erstrundenspiel gegen Schweden im letzten Einzel gegen Filip Prpic sein Debüt, nachdem Serbien bereits uneinholbar vorne lag. Er siegte in zwei Sätzen mit 6:4, 6:4. Im Jahr 2013 gewann Lajović zwei von drei Challenger-Turnieren, bei denen er im Finale stand. 

### TOP 100, French Open Achtelfinale
Erstmals in den Top 100 platzieren konnte sich der Serbe zu Beginn des Jahres 2014. In diesem Jahr erreichte er auch unmittelbar eines seiner besten Grand-Slam-Ergebnisse, als er bei den French Open bis ins Achtelfinale kam und dort dem späteren Turniersieger Rafael Nadal unterlag. Die meiste Zeit konnte sich Lajović in den folgenden Jahren zwischen Platz 60 und 100 der Weltrangliste behaupten, erreichte jedoch kaum größere Erfolge auf ATP-Ebene oder bei Grand Slams. Bestes Ergebnis war das Achtelfinale beim Masters-Turnier von Indian Wells im Jahr 2017. Größere Erfolge hatte er ab dem Jahr 2018. Beim Masters von Madrid erreichte er das Viertelfinale, nachdem er zuvor im Achtelfinale den an Nr. 4 gesetzten Juan Martín del Potro in drei Sätzen besiegt hatte. 

### TOP 25 und erster ATP Turniersieg
Ende 2018 konnte er sich in der Weltrangliste erstmals in den Top 50 platzieren. Beim Masters von Monte-Carlo 2019 erreichte er das Finale, nachdem er zuvor Dominic Thiem und Daniil Medwedew jeweils glatt in zwei Sätzen besiegt hatte. Im Finale unterlag er dann ebenfalls in zwei Sätzen Fabio Fognini, erreichte durch dieses Turnier aber mit Rang 23 in der Weltrangliste eine neue persönliche Höchstplatzierung. Seinen ersten Turniersieg auf der ATP Tour feierte Lajović rund drei Monate später in Umag, wo er gegen den Qualifikanten Attila Balázs in zwei Sätzen im Finale erfolgreich war. Zu Beginn des Jahres 2020 gewann er mit Serbien den ATP Cup, wobei er vier seiner sechs Matches gewinnen konnte. Durch diesen Erfolg konnte er sich wieder in den Top 30 der Weltrangliste platzieren. Bei den Srpska Open 2023 besiegte er überraschend Novak Đoković im Viertelfinale. Anschließend schlug er im Endspiel mit Andrei Andrejewitsch Rubljow einen weiteren Top-10-Spieler und gewann seinen zweiten ATP-Titel. Damit verbesserte er sich in der Weltrangliste um 30 Positionen bis auf Platz 40.

## Erfolge
| Legende (Anzahl der Siege)  |
| Grand Slam                  |
| ATP World Tour Finals       |
| ATP World Tour Masters 1000 |
| ATP World Tour 500          |
| ATP World Tour 250 (4)      |
| ATP Challenger Tour (8)     |

| ATP-Titel nach Belag |
| Hartplatz (1)        |
| Sand (3)             |
| Rasen (0)            |

### Einzel

#### Turniersiege

##### ATP World Tour
| Nr. | Datum          | Turnier    | Belag | Finalgegner    | Ergebnis      |
| --- | -------------- | ---------- | ----- | -------------- | ------------- |
| 1.  | 21. Juli 2019  | Umag       | Sand  | Attila Balázs  | 7:5, 7:5      |
| 2.  | 23. April 2023 | Banja Luka | Sand  | Andrei Rubljow | 6:3, 4:6, 6:4 |

##### ATP Challenger Tour
| Nr. | Datum              | Turnier       | Belag     | Finalgegner    | Ergebnis   |
| --- | ------------------ | ------------- | --------- | -------------- | ---------- |
| 1.  | 11. August 2012    | Samarqand     | Sand      | Farrux Doʻstov | 6:3, 6:2   |
| 2.  | 9. Juni 2013       | Caltanissetta | Sand      | Robin Haase    | 7:64, 6:3  |
| 3.  | 3. November 2013   | Seoul         | Hartplatz | Julian Reister | kampflos   |
| 4.  | 21. September 2015 | Banja Luka    | Sand      | Victor Hănescu | 7:65, 7:65 |
| 5.  | 15. Juli 2017      | Båstad        | Sand      | Leonardo Mayer | 6:2, 7:64  |
| 6.  | 1. April 2018      | Le Gosier     | Hartplatz | Denis Kudla    | 6:4, 6:0   |
| 7.  | 4. Dezember 2022   | Maspalomas    | Sand      | Steven Diez    | 6:1, 6:4   |
| 8.  | 10. August 2025    | Cordenons     | Sand      | Lukas Neumayer | 6:2, 7:63  |

#### Finalteilnahmen
| Nr. | Datum          | Turnier     | Belag | Finalgegner   | Ergebnis |
| --- | -------------- | ----------- | ----- | ------------- | -------- |
| 1.  | 21. April 2019 | Monte Carlo | Sand  | Fabio Fognini | 3:6, 4:6 |

### Doppel

#### Turniersiege
| Nr. | Datum              | Turnier  | Belag     | Partner      | Finalgegner                    | Ergebnis          |
| --- | ------------------ | -------- | --------- | ------------ | ------------------------------ | ----------------- |
| 1.  | 3. Mai 2015        | Istanbul | Sand      | Radu Albot   | Robert Lindstedt Jürgen Melzer | 6:4, 7:62         |
| 2.  | 29. September 2019 | Chengdu  | Hartplatz | Nikola Čačić | Jonathan Erlich Fabrice Martin | 7:69, 3:6, [10:3] |

#### Finalteilnahmen
| Nr. | Datum         | Turnier | Belag | Partner       | Finalgegner                  | Ergebnis |
| --- | ------------- | ------- | ----- | ------------- | ---------------------------- | -------- |
| 1.  | 27. Juli 2014 | Umag    | Sand  | Franko Škugor | František Čermák Lukáš Rosol | 3:6, 1:6 |

## Abschneiden bei Grand-Slam-Turnieren

### Einzel
| Turnier         | 2012 | 2013 | 2014 | 2015 | 2016 | 2017 | 2018 | 2019 | 2020 | 2021 | 2022 | 2023 | 2024 | 2025 | Karriere |
| --------------- | ---- | ---- | ---- | ---- | ---- | ---- | ---- | ---- | ---- | ---- | ---- | ---- | ---- | ---- | -------- |
| Australian Open | Q1   | Q2   | 2    | 1    | 2    | 2    | 1    | 1    | 3    | AF   | 2    | 1    | 1    | 1    | AF       |
| French Open     | Q1   | Q3   | AF   | 2    | 2    | 1    | 2    | 3    | 2    | 1    | 1    | 1    | 2    | 1    | AF       |
| Wimbledon       | Q1   | Q1   | 2    | 1    | 1    | 2    | 1    | 1    |      | 2    | 2    | 1    | 1    | 1    | 2        |
| US Open         | —    | Q1   | 1    | Q1   | 1    | 1    | 3    | 2    | 1    | 2    | 1    | 1    | 1    |      | 3        |

Zeichenerklärung: S = Turniersieg; F, HF, VF, AF = Einzug ins Finale / Halbfinale / Viertelfinale / Achtelfinale; 1, 2, 3 = Ausscheiden in der 1. / 2. / 3. Hauptrunde; Q1, Q2, Q3 = Ausscheiden in der 1. / 2. / 3. Qualifikationsrunde; nicht ausgetragen

### Doppel
| Turnier         | 2014 | 2015 | 2016 | 2017 | 2018 | 2019 | 2020 | 2021 | 2022 | 2023 | 2024 | Karriere |
| --------------- | ---- | ---- | ---- | ---- | ---- | ---- | ---- | ---- | ---- | ---- | ---- | -------- |
| Australian Open | —    | 1    | 1    | 2    | 1    | —    | 1    | 1    | 1    | 1    | —    | 2        |
| French Open     | —    | 2    | 1    | —    | 1    | VF   | 1    | 1    | 1    | —    | 1    | VF       |
| Wimbledon       | —    | 1    | 2    | —    | 2    | 1    |      | 1    | 1    | —    | 1    | 2        |
| US Open         | 2    | 1    | 2    | 1    | 2    | —    | —    | 1    | —    | —    | —    | 2        |